# Gamleby socken
Gamleby socken i Småland ingick i Södra Tjusts härad, ingår sedan 1971 i Västerviks kommun och motsvarar från 2016 Gamleby distrikt.
Socknens areal är 110,90 kvadratkilometer, varav land 104,75. År 2000 fanns här 3 629  invånare. Tätorten Gamleby med sockenkyrkan Gamleby kyrka ligger i socknen. 

## Administrativ historik
Gamleby socken har medeltida ursprung.

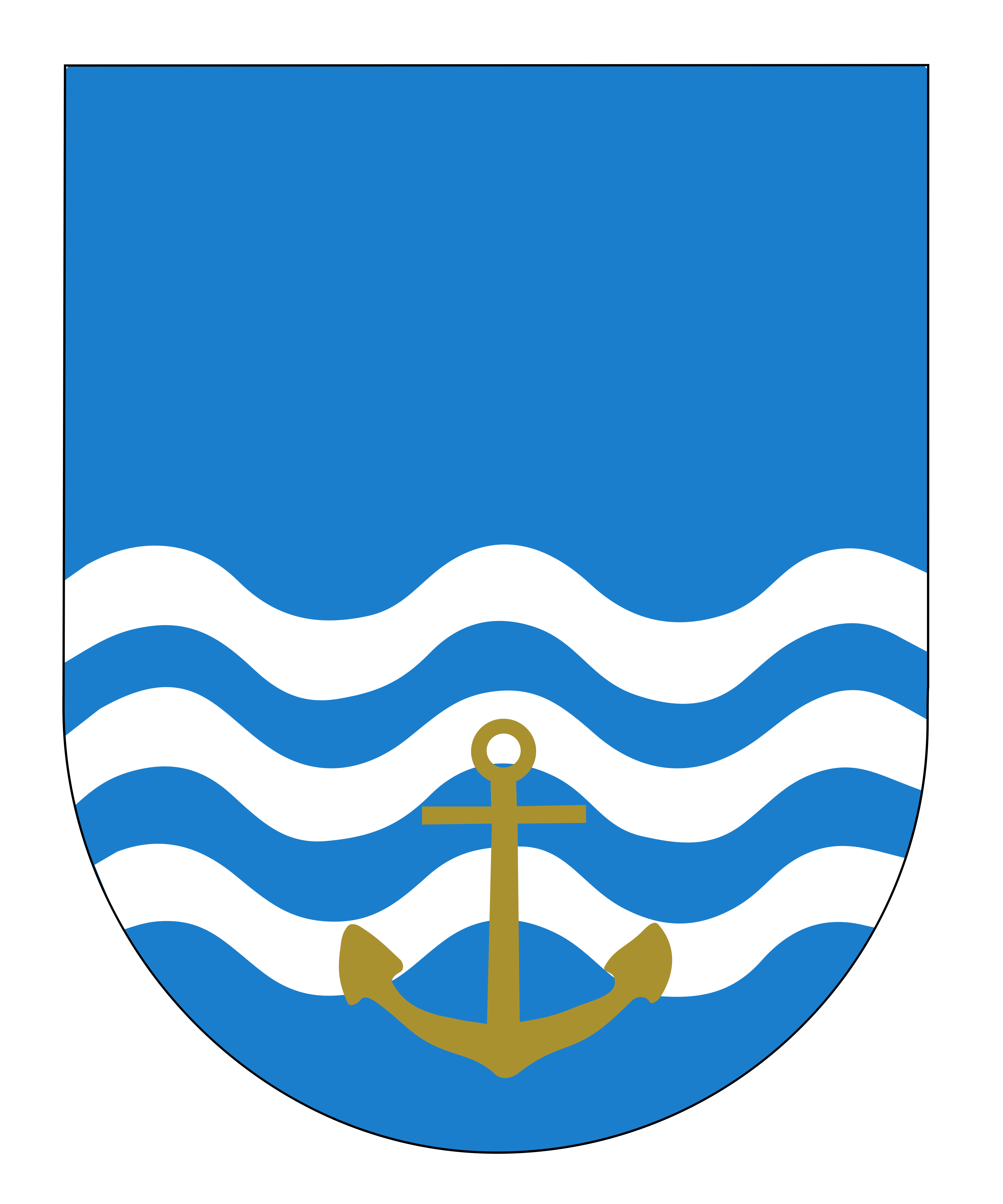
Sockenvapnet

Vid kommunreformen 1862 övergick socknens ansvar för de kyrkliga frågorna till Gamleby församling och för de borgerliga frågorna till Gamleby landskommun. 1931 avskiljdes ett område i norra delen av kommunen för att ingå i den då nybildade Överums landskommun och Överums församling (hemmanet Djupedal och lägenheten Boda nr 1-2). Gamleby landskommunen utökades sedan 1952 innan den 1971 uppgick i Västerviks  kommun. 1974 överfördes jordeboksenheten Stäket från Lofta socken/församling till Gamleby socken/församling.
1 januari 2016 inrättades distriktet Gamleby, med samma omfattning som församlingen hade 1999/2000. 
Socknen har tillhört samma fögderier och domsagor som Södra Tjusts härad. De indelta soldaterna tillhörde  Andra livgrenadjärregementet, Tjusts kompani. De elva indelta båtsmännen tillhörde Tjusts båtsmanskompani.

## Geografi och natur

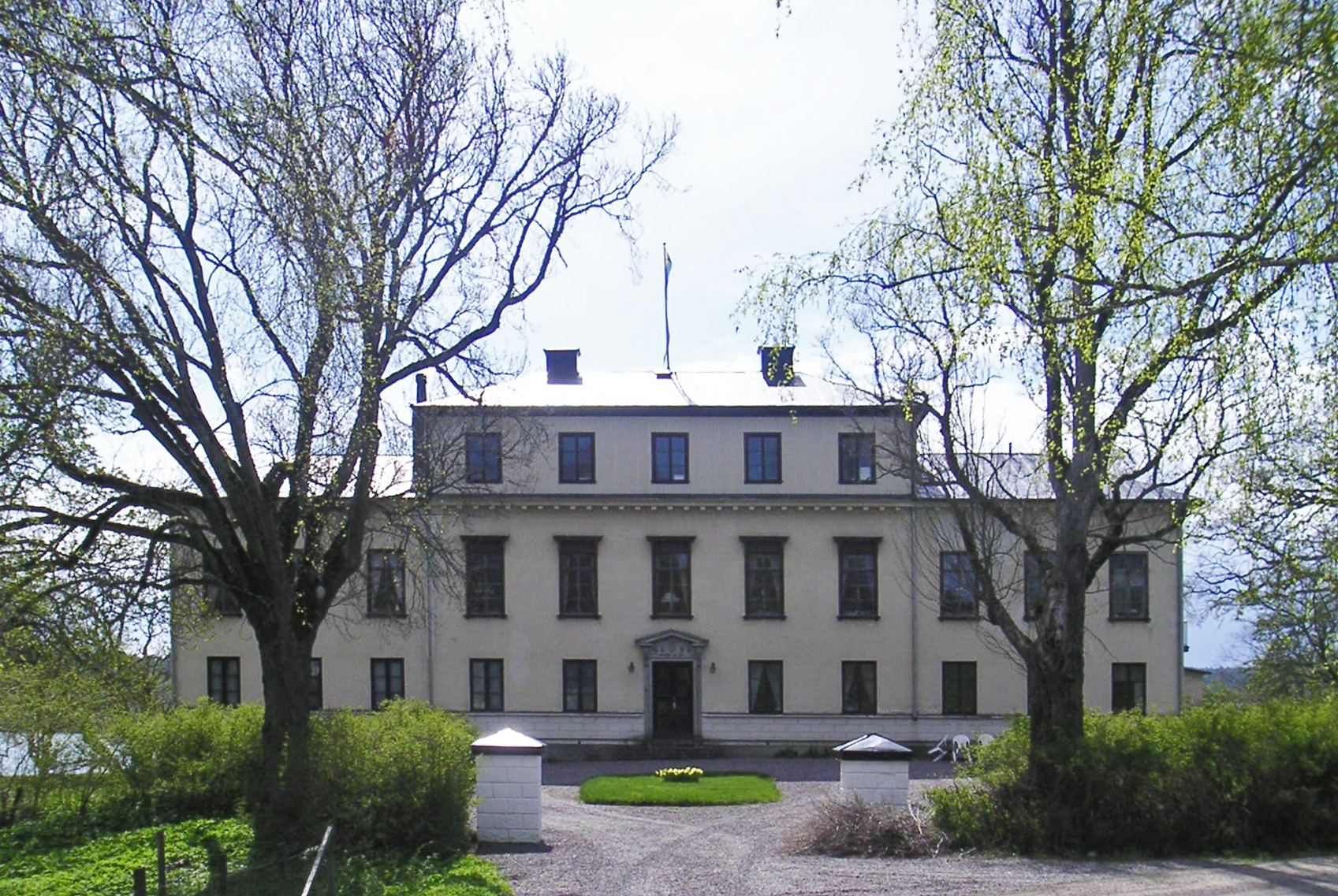
Slottet Casimirsborg strax söder om Gamleby.

Gamleby socken ligger vid inre delen av Gamlebyviken och utmed dess fortsättning utmed Rummaån mot sjön Rummen. Socknen är starkt kuperad skogstrakt, rik på mossar och sjöar, med odlingsbygder i dalgångarna. Andra betydande insjöar är Nedre Lisnen och Övre Lisnen.
Naturreservatet Segersgärde och Kvarntorpet som delas med Lofta socken ingår i EU-nätverket Natura 2000.
Sätesgårdar var Casimirsborgs herrgård, Skramstads säteri, Häckenstads herrgård, Åby säteri och Lida säteri.

Södra Tjusts och Norra Tjusts häraders tingsställe låg i kyrkbyn Gamleby.

## Fornlämningar
Kända från socknen är hällristning och ett flertal gravrösen från bronsåldern och ett 30-tal gravfält samt sju fornborgar från järnåldern. En runsten finns vid Gamleby folkhögskola, hitförd från Lofta socken.

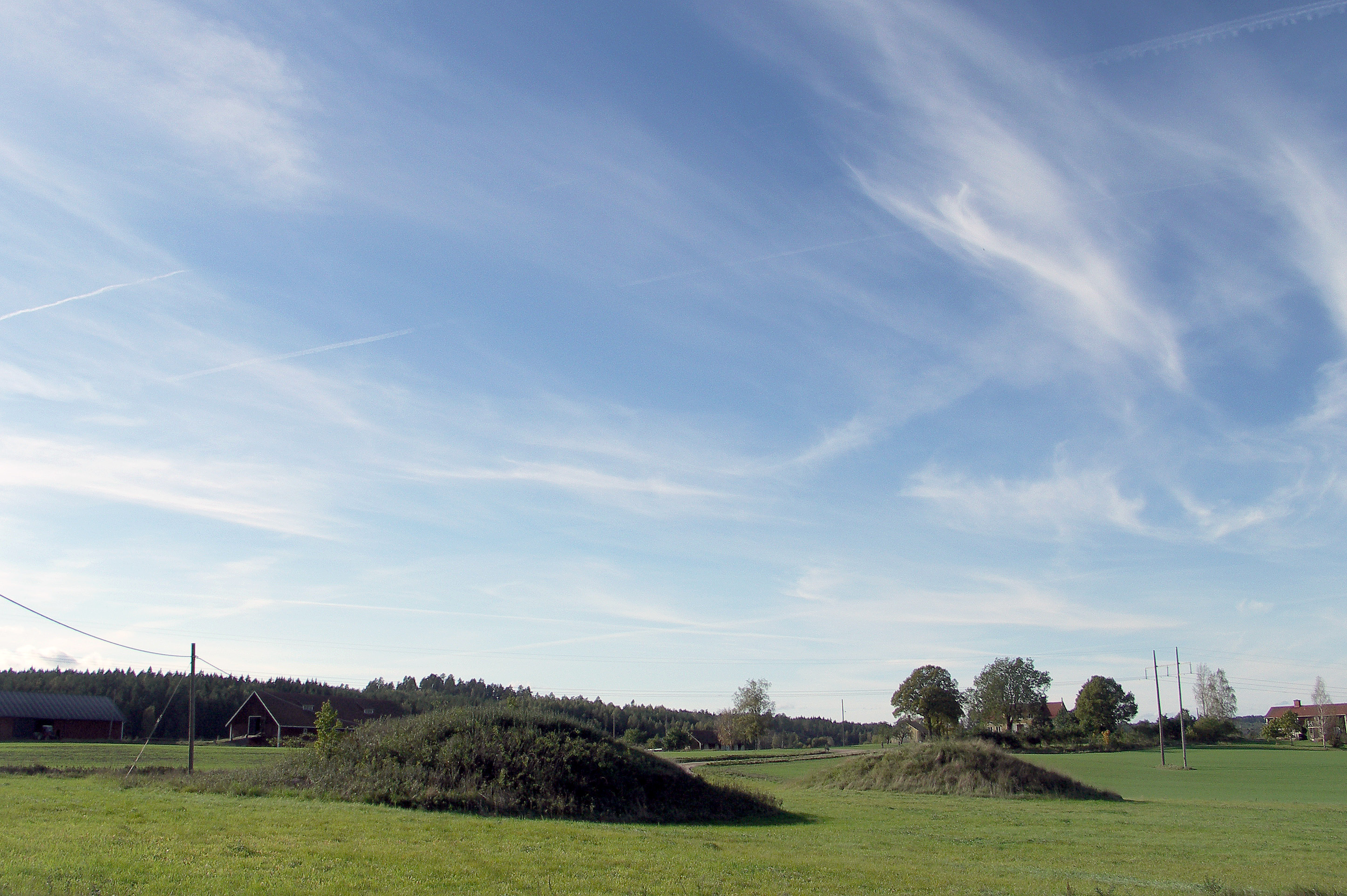
Storhögar vid Gunnerstad, Gamleby

## Befolkningsutveckling
Befolkningen ökade med några variationer från 1 577 1810 till 4 241 1970 varefter den sjönk till 3 875 1990.

## Namnet
Namnet (1456 Gamblaby) kommer från kyrkbyn. När Västervik flyttades härifrån 1433 var namnet först Gamla Västervik. Efterleden by har här en äldre betydelse 'stad'.